# Over vrijen arbeid in Nederlandsch Indië en de tegenwoordige koloniale agitatie
Over vrijen arbeid in Nederlandsch Indië en de tegenwoordige koloniale agitatie (1862) is het eerste vlugschrift van Multatuli over vrije arbeid in Nederlands-Indië. Het tweede schreef hij in 1871: Nog eens: Vrye arbeid in Nederlandsch Indië.
Deze "vrije arbeid" is een stelsel waarbij de inlander in loondienst zou werken voor particuliere ondernemingen, in plaats van gedwongen arbeid ten behoeve van het Cultuurstelsel. Deze "vrije arbeid" werd in het midden van de 19e eeuw voorgestaan door de Liberalen. In dit sarcastische pleidooi bestrijdt Multatuli dit systeem. 